# غاليريس باسيفيكو
مركز للتسوق في بوينس آيرس ، الأرجنتين ، ويقع عند تقاطع شارع فلوريدا وشارع أفينيدا قرطبة.
تم تصميم مبنى Beaux Arts من قبل المهندسين المعماريين Emilio Agrelo و Roland Le Vacher في عام 1889.
في عام 1896 تم تحويل جزء من المبنى لمتحف ناسيونال دي بيلاس ارتس ، وفي عام 1908 ، استحوذت شركة سكك حديد بوينس آيرس والمحيط الهادئ المملوكة لبريطانيا على جزء من المبنى لتحوله إلى مكاتب. اسم الشركة مستمد من حقيقة أن نيتها كانت تشغيل خدمة قطار تربط بين بوينس آيرس وفالبارايسو في شيلي. 

## وصلات خارجية
- Catalogue of Monuments
- Galerías Pacífico Pics